# Day by Day (EP)
Day by Day é o quarto mini-álbum (sexto mini-álbum incluindo as versões reeditadas) do girl group sul-coreano T-ara, que foi lançado em 3 de julho de 2012, através da Core Contents Media. O álbum marcou a primeira participação da oitava integrante do grupo, Areum, e a última aparição de Hwayoung. Uma versão recompactada do álbum intitulada Mirage foi lançada em 3 de setembro de 2012. "Sexy Love" foi lançado como faixa principal dessa versão reeditada.

## Antecedentes
Em 13 de junho de 2012, a Core Contents Media anunciou que o grupo estaria lançando um novo EP intitulado "Day By Day" em 3 de julho. O mini-álbum foi precedido pelo lançamento da faixa-título como o seu single promocional, juntamente com um vídeo musical com o tema de ficção científica que apresentou tanto "Day By Day" e outra faixa do mini-álbum, intitulada "Don't Leave". Após seu lançamento, a canção subiu rapidamente para a primeira posição nas paradas Instiz. Day by Day marcou a estreia da oitava integrante do T-ara, Areum, enquanto o videoclipe apresentou a prestes a ser a nona integrante Dani como atriz ao lado de Jiyeon e Hyomin. O segundo videoclipe, de "Sexy Love", apresentou as integrantes Eunjung e Soyeon.

## Lista de faixas
| N.º            | Título                               | Letras                                              | Música                          | Arranjo                         | Duração |  |
| 1.             | "Day by Day"                         | Ahn Young Min, Cho Young Soo, Kim Tae Hyun, K-SMITH | Cho Young Soo, Kim Tae Hyun     | Cho Young Soo, Kim Tae Hyun     | 3:28    |  |
| 2.             | "Holiday"                            | Kim Ki Beom, Kang Ji Won                            | Kim Ki Beom, Kang Ji Won        | Kang Ji Won                     | 3:16    |  |
| 3.             | "Don't Leave" (떠나지마; Tteonajima) | Ahn Young Min                                       | Cho Young Soo                   | Cho Young Soo                   | 3:48    |  |
| 4.             | "Hue"                                | Kim Ki Beom, Kang Ji Won                            | Kim Ki Beom, Kang Ji Won        | Kang Ji Won                     | 3:26    |  |
| 5.             | "Love Game" (사랑놀이; Sarangnori))  | Kim Hee Sun                                         | Park Deok Sang, Park Hyun Joong | Park Deok Sang, Park Hyun Joong | 3:17    |  |
| Duração total: | Duração total:                       | Duração total:                                      | Duração total:                  | Duração total:                  | 17:15   |  |

### Mirage
| N.º            | Título                                           | Duração |  |
| 1.             | "Sexy Love"                                      | 3:45    |  |
| 2.             | "Day and Night (Love All)" (낮과 밤; Najgwa Bam) | 3:25    |  |
| 3.             | "Day by Day"                                     | 3:29    |  |
| 4.             | "Holiday"                                        | 3:16    |  |
| 5.             | "Don't Leave" (떠나지마; Tteonajima)             | 3:49    |  |
| 6.             | "Hue"                                            | 3:26    |  |
| 7.             | "Love Game" (사랑놀이; Sarangnori)               | 3:17    |  |
| Duração total: | Duração total:                                   | 24:35   |  |

## Desempenho nas paradas
| Parada                             | Melhor posição |
| ---------------------------------- | -------------- |
| Gaon Weekly album chart            | 5              |
| Gaon Monthly album chart           | 4              |
| Hanteo Weekly Physical album chart | 2              |

### Vendas e certificações
| Tabela (2012)                      | Quantidade |
| ---------------------------------- | ---------- |
| Gaon (vendas físicas)              | 40.622+    |
| Hanteo Weekly Physical album chart | 8.000+     |

## Histórico de lançamento
| País          | Data                  | Formato                      | Gravadora           |
| Mundial       | 3 de julho de 2012    | Download digital             | Core Contents Media |
| Coreia do Sul | 3 de julho de 2012    | Download digital             | Core Contents Media |
| Coreia do Sul | 3 de julho de 2012    | CD                           | Core Contents Media |
| Coreia do Sul | 3 de setembro de 2012 | Download digital (reeditado) | Core Contents Media |
| Coreia do Sul | 3 de setembro de 2012 | CD (reeditado)               | Core Contents Media |
| ------------- | --------------------- | ---------------------------- | ------------------- |